# Redoute de la Haine (Condé-sur-l'Escaut)
Ne doit pas être confondu avec Redoute de la Haine (Ghlin) ou Fort de la Haine.
La redoute de la Haine est une ancienne redoute faisant partie de l'enceinte de Condé-sur-l'Escaut et située dans cette même ville.

## Histoire
La redoute est construite à la fin du XVIIe siècle lors des travaux de modernisation de l'enceinte de Condé-sur-l'Escaut par Sébastien Le Prestre de Vauban. Elle est construite, avec le fort de Thivencelle à l'est de la ville le long de la Haine pour contrôler la rivière, le chemin de Crespin qui la longe et le pont sur celle-ci.
Elle a disparu dans la seconde moitié du XXe siècle, absorbée dans l'étang de Chabaud-Latour en même temps qu'une partie du chemin de Crespin.